# Liberale democratie
Een liberale democratie of constitutionele democratie is een vorm van representatieve democratie. Deze regeringsvorm is gebaseerd op een grondwet (constitutie) waarbij het parlement door het volk wordt gekozen. Bij een liberale democratie is het grootste deel van de bevolking betrokken bij de verkiezingen en worden vrijheden beschermd, dit in tegenstelling tot de onvrije democratie. Het concept van de liberale democratie komt grotendeels overeen met dat van de democratische rechtsstaat.
Constitutionele democratie wordt vaak foutief gebruikt bij de Nederlandse staatsvorm; Nederland is evenals België een constitutionele parlementaire monarchie. Daarentegen is de Republiek Suriname wel een constitutionele democratie. 